# マルク・ユリアーノ
マルク・ユリアーノ（Mark Iuliano, 1973年8月12日 - ）は、イタリア・コゼンツァ出身の元サッカー選手、現サッカー指導者。現役時代のポジションはディフェンダー。

## 経歴
左右両足を器用に使いこなし、両サイドバックとセンターバックを務めることができるユーティリティプレーヤー。イタリア代表としても1998年9月5日のウェールズ戦（リバプール）で代表デビューを飾ると、EURO2000と2002 FIFAワールドカップに出場した。
2015年1月5日よりUSラティーナ・カルチョの監督に就任。11月に解任された。
2017年7月26日、FKパルティザニ・ティラナの監督に就任。

## 所属クラブ
- サレルニターナ・スポルト 1990-1992
- ボローニャFC 1992-1993
- カルチョ・モンツァ 1993-1994
- サレルニターナ・スポルト 1994-1996
- ユヴェントスFC 1996-2005
- RCDマヨルカ 2005
- UCサンプドリア 2006
- FCメッシーナ 2006-2007
- ラヴェンナ・カルチョ 2007-2008
- サン・ジェネージオ・カルチョ 2010-2012

## 代表歴

### 出場大会
- イタリア代表
  - 2002 FIFAワールドカップ (ベスト16)

### 試合数
- 国際Aマッチ 19試合 1得点（1998年-2002年）[1]

| イタリア代表 | 国際Aマッチ | 国際Aマッチ |
| 年           | 出場        | 得点        |
| ------------ | ----------- | ----------- |
| 1998         | 1           | 0           |
| 1999         | 1           | 0           |
| 2000         | 10          | 1           |
| 2001         | 1           | 0           |
| 2002         | 6           | 0           |
| 通算         | 19          | 1           |

## 指導歴
- ACパヴィーア 2012-2014
- USラティーナ・カルチョ 2015
- カルチョ・コモ 2017
- FKパルティザニ・ティラナ 2017